# Rhiwabon
Rhiwabon (anglès: Ruabon) és una comunitat d'uns 3.300 habitants del Gal·les nord-oriental que forma part del districte unitari de Wrexham (comtat preservat: Clwyd).

## Etimologia
El topònim gal·lès Rhiwabon (d'on ve Ruabon) és format del terme rhiw, o "turó", i del terme abon, potser una corrupció del nom d'un sant, Mabon, i així doncs significaria literalment "turó de Mabon".

## Geografia física

### Situació
Rhiwabon es troba entre Wrexham i Llangollen, respectivament al sud de la primera i a l'est de la segona.

## Societat

### Evolució demogràfica
Al cens del 2011, Rhiwabon comptava amb una població de 3.357 habitants. En el del 2001 en tenia 3.057, i en el del 1991 en tingué 2.828

## Història
A principis del segle xix florí a Rhiwabon la indústria de la terracota, gràcies a la gran quantitat d'argila d'òptima qualitat extreta dels voltants.